# Dasylabris maura
Espèce
Dasylabris maura est une espèce d'insectes hyménoptères de la famille des Mutillidae. Comme d'autres espèces de sa famille, elle est communément appelée « fourmi de velours » en raison de son apparence intermédiaire entre les fourmis (par leur forme allongée) et les guêpes (par leur pilosité). C'est un parasite d'autres hyménoptères (des ammophiles et des sphex).

## Description
Corps long de 9 à 15 mm. Seuls les mâles sont ailés, l'extrémité des ailes est sombre, l'abdomen présente deux bandes grises. Les femelles aptères ont un thorax vu du dessus en forme de poire.

## Distribution
Europe, depuis le Portugal jusqu'à l'ouest de la Russie (absente des îles Britanniques et de la Scandinavie). 

## Taxonomie
Liste des sous-espèces selon BioLib (19 septembre 2021) :
- Dasylabris maura carinulata (Dalla Torre, 1897)
- Dasylabris maura clausa (Lepeletier, 1845)
- Dasylabris maura maura (Linnaeus, 1758)
- Dasylabris maura sungora (Pallas, 1773)